# ブライアン・サイクス
ブライアン・サイクス（Bryan Sykes, 1947年9月9日 - 2020年12月10日）は、イギリスの生物学者、分子人類学者、人類遺伝学者、サイエンスライター。オックスフォード大学分子医学研究所遺伝学教授。

## 研究
- 1989年、『ネイチャー』誌で古代人骨からDNA型鑑定が可能であることを明らかにし、アイスマンやチェダーマンのミトコンドリアDNAを解析した研究発表を行った。
- 帝政ロシア・ロマノフ王朝の人物に関するDNA型鑑定。
- 偶然、講演を依頼された製薬会社の会長の姓が「サイクス」であったため、Y染色体のハプログループを解析したところ、自らの型と一致したことがきっかけとなり、イギリス人の姓とY染色体ハプログループの関係について研究を行った。
- ヒマラヤ山脈で採取された雪男のものとされた体毛を解析した結果、ノルウェーのスバールバルで見つかった、後期更新世の12万年～4万年前北極熊の顎の骨から採取されたDNAと一致することを解明し、雪男と思われた生物は、古代の北極熊とヒグマとの雑種の子孫にあたる生物であると結論づけた[1][2]。しかし、更新世の時代の北極熊としか一致しないという結論は誤りで、再解析すると現代の北極熊のデータで100%一致が見られ、けっきょくヒグマのDNAの劣化による解析結果とするのが妥当だとも反論されている[3]。

## 著書
- ブライアン・サイクス『イヴの七人の娘たち』大野晶子訳、ヴィレッジブックス、2006年。ISBN 978-4863328563。
- ブライアン・サイクス『アダムの呪い』大野晶子訳、ヴィレッジブックス、2006年。ISBN 978-4863328617。

- 『私たちの遺伝的履歴』ブライアン・サイクス著、バンタムプレス、2006年
- 『ヒトへの感染』ブライアン・サイクス著
- 『Saxons, Vikings, and Celts: The Genetic Roots of Britain and Ireland』ブライアン・サイクス著、W. W. Norton & Company; Reprint版、2011年2月7日